# Xfce
Az Xfce ingyenes és hatékony grafikus környezet UNIX és más UNIX-alapú platformokra, mint a Linux, Solaris vagy a BSD, amely egyszerűen használható, gyors és stabil, valamint alacsony erőforrásigényű.
GTK+ 2.x-es környezetet használ, mint a GNOME. A felhasználói felület részei az Xfwm ablakkezelő és a Thunar fájlkezelő.
Az Xfce név az „XForms Common Environment” rövidítése, de kétszer újraírták az Xfce alapjait és már nem használja az XForms készletet. A név megmaradt, de már-már az „XFce” helyett úgy írják, hogy „Xfce”.

## Története

### 2.0 – előzetes változat
Olivier Fourdan 1997 elején kezdte el az Xfce fejlesztését. Egy egyszerű projektként indult XForms alatt, és a CDE ingyenes Linux klónjaként szánták. Fourdan jelentette meg, és ezt követően megnőtt rá az igény.

### 2.x verzió
Fourdan folytatta a projekt fejlesztését és 1998-ban megjelent az Xfce 2.x, amely az Xfce első ablakkezelőjével, az Xfwm-mel rendelkezett. Be akarta építeni a környezetet a Red Hat Linuxba, de ezt visszautasították, mivel az XForms-ra épült. A Redhat csak akkor fogadta el a szoftvert, amikor az már ingyenes és nyílt forráskódú volt, ugyanis az XForms zárt forráskódú és csak magánszemélyek számára ingyenes.

### 3.x verzió
Az Xforms, amelyre az Xfce épült, nagyban meghatározta a projekt további sorsát. Növekedett a GTK+ népszerűsége, és Fourdan úgy látta, hogy ezzel az eszközzel le lehetne cserélni az XForms-ot. 1999 márciusában elvetette a régi Xfce-t, és elkezdte újraírni a projektet, amelynek az alapja most már a GTK+ volt. Az eredmény az Xfce 3.0 volt, amely GNU GPL licenc alatt készült. Most, hogy nyílt forráskódúvá vált, a GTK+ segítségével számos újdonság megjelent, mint például a „fogd és vidd” módszer, más nyelvek támogatása és a jobb konfigurálhatóság. 2001 februárjában a 3.8.1-es verzióval felkerült a SourceForge-ra.

### 4.x verzió

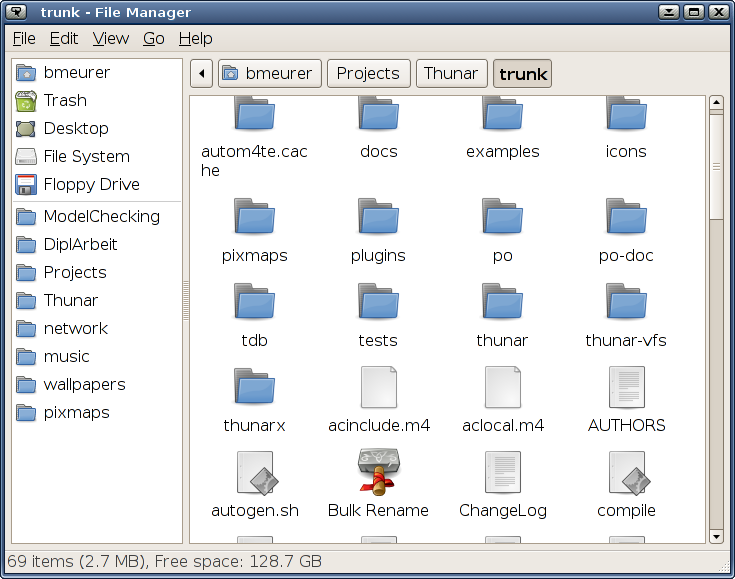
Thunar, az Xfce fájlkezelője.

Az Xfce nagy fejlődést mutatott a 4.2.0-s verzióban - a GTK+ 2 függvényeit használta. Más egyéb változás is volt ebben a verzióban, mint például az SVG ikonok. 2007 januárjában megjelent az Xfce 4.4.0. A legjelentősebb változása ennek a verziónak a Thunar fájlkezelő használata, leváltva ezzel az Xffm-et. Ezen kívül megemlítendő még az átlátszóság és a vetett árnyék megjelenése, és asztali ikonok használata is lehetővé vált.

## Xfce alkalmazások
Az Xfce rendelkezik egy fejlesztőkörnyezettel alkalmazások készítéséhez. Léteznek olyan programok, amelyek az Xfce függvénytárait használják, ilyen például a Mousepad szövegszerkesztő vagy az Xfmedia zenelejátszó és a Terminal.
Egyéb Xfce alkalmazások:
- Xfmedia: Egy Xine alapú médialejátszó Xfce alá. Már nem fejlesztik.
- Parole:
- Xfprint: Nyomtatáskezelő
- Xfburn: CD/DVD író program
- Orage: Naptár

### Xfwm
Az Xfce ablakkezelője, amely a 4.2-től kezdve kompozit kezelővel (xcompmgr) is rendelkezik, az Xfce volt az első amely a kompozit kezelőt integrálta az ablakkezelőbe, amely lehetővé teszi az ablakkezelés videókártya által történő gyorsítását és bizonyos effektek megjelenítését (részleges átlátszóság, vetett árnyék). Más kompozit ablakkezelőkkel (Beryl, Compiz, Compiz Fusion) ellentétben az Xfwm nem támogatja az OpenGL használatát.

### Thunar
A Thunar az Xfce alapértelmezett fájlkezelője. A Nautilus-ra hasonlít, és elsődleges szempont volt a fejlesztése során a sebesség és az alacsony memóriahasználat, valamint a testreszabhatóság, pluginok (beépülők) segítségével. Rendelkezik archívumkezelővel, melynek neve Xarchiver, amelyet újabban a Squeeze vált fel.

## Xfce disztribúciók

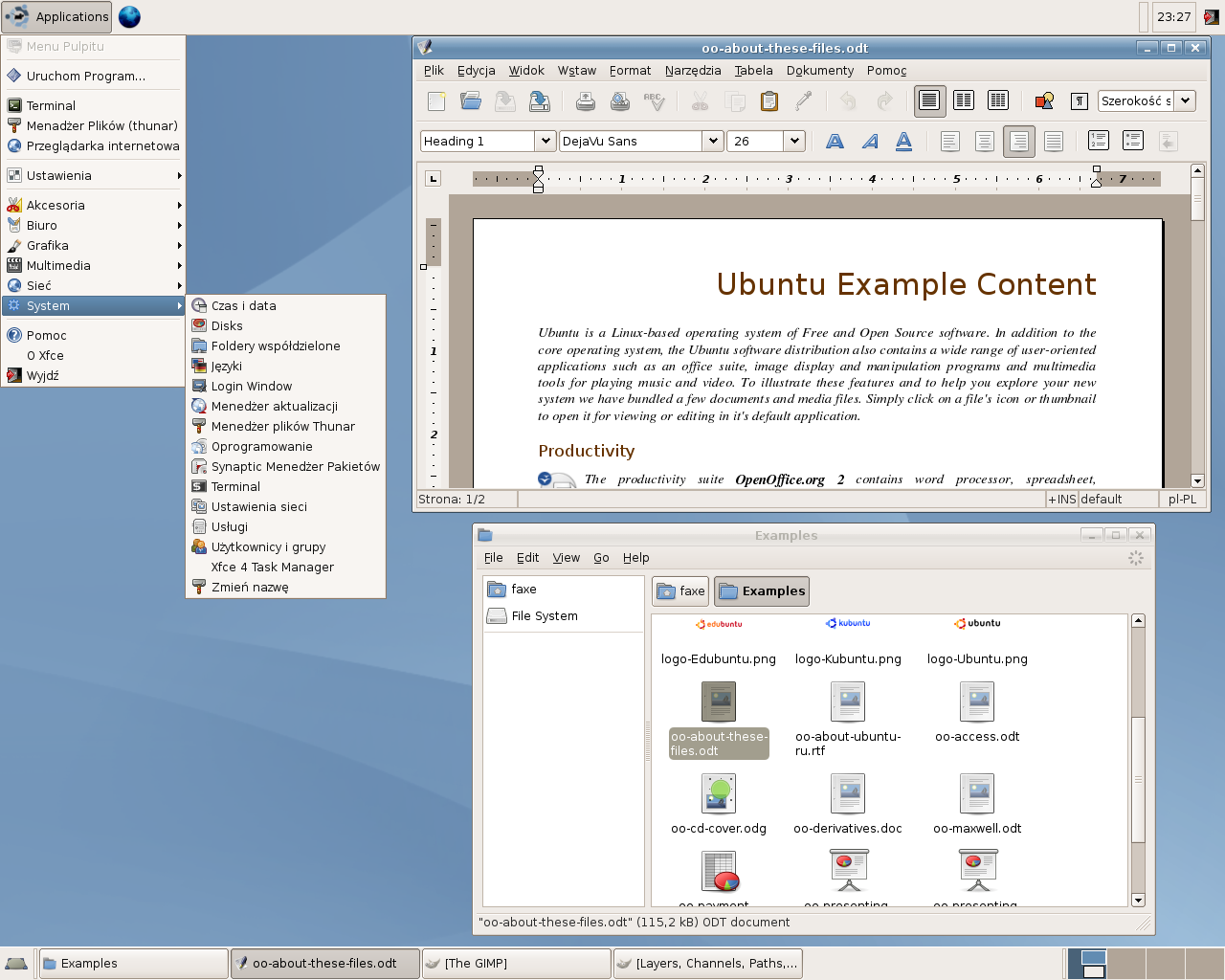
Xfce Xubuntu 6.06-on

Az Xfce kevésbé elterjedt, mint a KDE vagy a GNOME felhasználói felületek, a legtöbb Linux-disztribúció csak választható formában tartalmazza.
Néhány Linux-disztribúció, amely alapértelmezettként tartalmazza az Xfce-t.
- Xubuntu
- Linux Mint Xfce (Xubuntu alapú Xfce kiadás)
- Zenwalk
- CrunchBang Linux (a négyféle LiveCD változat közül kettő)
- Dreamlinux
- Vector Linux
- Kate OS
- SAM Linux
- FreeSBIE (FreeBSD LiveCD)
- Archie (Arch Linux LiveCD)
- SaxenOS
- SLAX (Popcorn kiadás)
- Lunar Linux
- PureOSlight (Debian alapú LiveCD)
- Myah OS
- Kwort Linux
- Dyne:bolic
- Parted Magic
- Wolvix (Fluxbox ablakkezelővel Xfwm helyett)
- Xfld
- MX Linux
- Kali Linux
- Ubuntu Studio
- Manjaro Linux